# Campeonato Maranhense de Futebol de 2023 – Série A
A Série A do Campeonato Maranhense de Futebol de 2023 foi a 102.ª edição da principal divisão do futebol no Maranhão. A competição foi organizada pela Federação Maranhense de Futebol (FMF) e disputada por 8 clubes, entre 11 de janeiro até 26 de março.
Além do título, os times disputaram se classificar para a fase de grupos da Copa do Nordeste, primeira fase da Copa do Brasil e uma vaga para a Série D do Campeonato Brasileiro do ano seguinte.

## Sistema de disputa
Mantendo o sistema dos últimos anos, o certame será disputado em Primeiro Turno, Segundo Turno e Final, sendo o Primeiro Turno e o Segundo Turno compostos por 3 (três) fases cada.
No primeiro Turno, os oito clubes serão divididos em dois grupos com quatro clubes em cada grupo, tendo Cordino e Sampaio Corrêa (finalistas da edição passada) como cabeças de chaves e sorteio para a definição dos demais. Na Primeira Fase do Turno, os clubes jogarão entre si, dentro de cada grupo, em jogos de ida, classificando-se o 1º e o 2º colocados de cada grupo para a Segunda Fase (Semifinal). O 1º colocado de cada grupo enfrentará o 2º colocado do outro grupo em jogo de ida, com mando de campo para os melhores colocados. Em caso de empate, a decisão será através de disputa de pênaltis. Os vencedores de ambos os confrontos se enfrentam, em partida de ida, com mando de campo para a melhor campanha dentro do Turno.
No Segundo Turno, na Primeira Fase, os clubes do Grupo A enfrentam os clubes do Grupo B, em partidas de ida, classificando-se o 1º e o 2º colocados de cada grupo para a Segunda Fase (Semifinal). O 1º colocado de cada grupo enfrentará o 2º colocado do outro grupo em jogo de ida, com mando de campo para os melhores colocados. Em caso de empate, a decisão será através de disputa de pênaltis. Os vencedores de ambos os confrontos se enfrentam, em partida de ida, com mando de campo para a melhor campanha dentro do Turno.
Na Final, os campeões de cada Turno se enfrentam em partidas de Ida e Volta, com mando de campo da segunda partida para o clube que somar mais pontos em toda a competição. O clube vencedor dos confrontos será declarado Campeão Estadual Maranhense de 2022. Em caso de empate em pontos e saldo de gols no confronto, a definição do Campeão sairá através da disputa por penalidades máximas. Se um mesmo clube vencer os dois Turnos, esse será considerado Campeão.
Ocorrendo empate em pontos ganhos entre 2 (dois) ou mais clubes ao final da Primeira Fase em ambos os Turnos, o desempate, para efeito de classificação para a Segunda Fase (Semifinais), será efetuado observando-se os critérios abaixo:
- maior número de vitórias;
- maior saldo de gols;
- maior número de gols pró;
- confronto direto (inaplicável em caso de empate entre três ou mais clubes);
- menor número de cartões vermelhos recebidos;
- menor número de cartões amarelos recebidos;
- sorteio realizado pela DCO.

Os dois primeiros colocados disputarão a Copa do Brasil de 2024. Já o campeão, além da Copa do Brasil, disputará a fase de grupos da Copa do Nordeste de 2024. Excluídos os clubes que já tenham vaga assegurada nas Séries A, B ou C do Campeonato Brasileiro de Futebol de 2024, a equipe melhor classificada ganhará o direito de disputar a Série D do Brasileiro de 2024. Os 2 (dois) últimos colocados na classificação final do campeonato sofrerão descenso para o Campeonato Maranhense da Série B em 2024.

## Promovidos e rebaixados
| Pos. | Rebaixados da Série A 2022 |
| ---- | -------------------------- |
| 7º   | Tuntum                     |
| 8º   | Juventude Samas            |

| Pos. | Promovido da Série B 2022 |
| ---- | ------------------------- |
| 1º   | Maranhão                  |
| 2º   | Chapadinha                |

## Primeiro Turno

### Primeira Fase

#### Grupo A
| Pos | Equipes        | Pts | J | V | E | D | GP | GC | SG | %   |
| --- | -------------- | --- | - | - | - | - | -- | -- | -- | --- |
| 1   | Sampaio Corrêa | 9   | 3 | 3 | 0 | 0 | 5  | 0  | +5 | 100 |
| 2   | IAPE           | 3   | 3 | 1 | 0 | 2 | 2  | 3  | −1 | 33  |
| 3   | Chapadinha     | 3   | 3 | 1 | 0 | 2 | 4  | 6  | –2 | 33  |
| 4   | Pinheiro       | 3   | 3 | 1 | 0 | 2 | 3  | 5  | –2 | 33  |

|                | CHA | IAPE | PIN | SCO |
| -------------- | --- | ---- | --- | --- |
| Chapadinha     | –   | 1−2  | 3−2 |     |
| IAPE           |     | –    | 0–1 | 0–1 |
| Pinheiro       |     |      | –   | 0–2 |
| Sampaio Corrêa | 2–0 |      |     | –   |

|  |                     |  |        |  |                      |
|  | Vitória do Mandante |  | Empate |  | Vitória do Visitante |

#### Grupo B
| Pos | Equipes     | Pts | J | V | E | D | GP | GC | SG  | %   |
| --- | ----------- | --- | - | - | - | - | -- | -- | --- | --- |
| 1   | Maranhão    | 7   | 3 | 2 | 1 | 0 | 9  | 1  | +8  | 100 |
| 2   | Moto Club   | 5   | 3 | 1 | 2 | 0 | 2  | 1  | +1  | 67  |
| 3   | Cordino     | 4   | 3 | 1 | 1 | 1 | 5  | 4  | +1  | 17  |
| 4   | São José-MA | 0   | 3 | 0 | 0 | 3 | 3  | 13 | –10 | 0   |

|             | COR | MAR | MOT | SJR |
| ----------- | --- | --- | --- | --- |
| Cordino     | –   | 0–1 | 0–0 |     |
| Maranhão    |     | –   | 1–1 |     |
| Moto Club   |     |     | –   | 1–0 |
| São José-MA | 3–5 | 0–7 |     | –   |

|  |                     |  |        |  |                      |
|  | Vitória do Mandante |  | Empate |  | Vitória do Visitante |

#### Desempenho por Rodada
|         | 1   | 2   | 3   |
| Grupo A | CHA | SAM | SAM |
| Grupo B | MAR | MAR | MAR |

|         | 1   | 2   | 3   |
| Grupo A | IAP | IAP | PIN |
| Grupo B | SJR | SJR | SJR |

### Fase final
Em itálico, os times que possuem o mando de campo no confronto e em negrito os times classificados.
|  | Semifinais | Semifinais     | Semifinais |       |  | Final          | Final | Final |
|  |            |                |            |       |  |                |       |       |
|  | 1A         | Sampaio Corrêa | 2          |       |  |                |       |       |
|  | 2B         | Moto Club      | 0          |       |  |                |       |       |
|  |            |                |            |       |  | Sampaio Corrêa | 0 (2) |       |
|  |            |                | Maranhão   | 0 (4) |  |                |       |       |
|  | 1B         | Maranhão       | 3          |       |  |                |       |       |
|  | 2A         | IAPE           | 1          |       |  |                |       |       |

## Segundo Turno

### Primeira Fase

#### Desempenho por Rodada
|         | 1   | 2   | 3   | 4   |
| Grupo A | SAM | SAM | SAM | SAM |
| Grupo B | MAR | MAR | MAR | MAR |

|         | 1   | 2   | 3   | 4   |     |     |
| Grupo A | CHA | CHA | CHA | IAP | IAP | IAP |
| Grupo B | SJR | SJR | SJR | SJR |     |     |

#### Confrontos
|  |                     |  |        |  |                      |
|  | Vitória do Mandante |  | Empate |  | Vitória do Visitante |

### Fase final
Em itálico, os times que possuem o mando de campo no confronto e em negrito os times classificados.
|  | Semifinais | Semifinais     | Semifinais |      |  | Final     | Final | Final |
|  |            |                |            |      |  |           |       |       |
|  | 1A         | Sampaio Corrêa | 0          |      |  |           |       |       |
|  | 2B         | Moto Club      | 2          |      |  |           |       |       |
|  |            |                |            |      |  | Moto Club | 1(4)  |       |
|  |            |                | Maranhão   | 1(5) |  |           |       |       |
|  | 1B         | Maranhão       | 3          |      |  |           |       |       |
|  | 2A         | Pinheiro       | 0          |      |  |           |       |       |

## Final
Ida
| 22 de março de 2023 | Moto Club | 1 - 1 | Maranhão     |  |
| 19:30               | Enzzo 61' |       | Fabrício 15' |  |

Volta
| 26 de março de 2023 | Maranhão     | 1 - 1 | Moto Club       |  |
| 16:00               | Rafael 90+9' |       | Leo Silva 90+7' |  |

|                                           |       | Penalidades                                          |  |
| Leone Fabrício Gabriel Capote Cavi Rafael | 5 − 4 | Renan Almeida Wanderley Léo Silva Enzzo Waldir Jonas |  |

## Premiação
| Campeonato Maranhense Série A de 2023 |
| São Luís                              |
| ------------------------------------- |
| Maranhão Campeão (15°.º título)       |

## Técnicos
| Equipe              | Técnico                                                                     |
| ------------------- | --------------------------------------------------------------------------- |
| Chapadinha          | Dejair Ferreira (1ª fase—)                                                  |
| Cordino             | Marcinho Guerreiro (1ª—3ª, primeira fase) Marlon Cutrim (1ª, segunda fase—) |
| IAPE                | Celinho Valentim (1ª fase) Danilo Brito (1ª, segunda fase—)                 |
| Maranhão            | Zé Augusto (1ª fase—)                                                       |
| Moto Club           | Wallace Lemos (1ª fase—)                                                    |
| Pinheiro            | Wesley Silva (1ª fase—)                                                     |
| Sampaio Corrêa      | Felipe Conceição (1ª fase—)                                                 |
| São José de Ribamar | Antonio Freitas (1ª, primeira fase) Leandro Lago (2ª—3ª, segunda fase)      |